# Hawkeye Rides in a Point-to-Point
Hawkeye Rides in a Point-to-Point è un cortometraggio muto del 1913 scritto, interpretato e diretto da Hay Plumb.

## Trama
Benché sia in forte ritardo sulla tabella di marcia, Occhio di Falco riesce a vincere la gara dando fuoco a un pagliaio.

## Produzione
Il film fu prodotto dalla Hepworth.

## Distribuzione
Distribuito dalla Hepworth, il film - un cortometraggio di 170 metri - uscì nelle sale cinematografiche britanniche nel marzo 1913.
Fu distrutto nel 1924 dallo stesso produttore, Cecil M. Hepworth. Fallito, in gravissime difficoltà finanziarie, Hepworth pensò in questo modo di poter almeno recuperare il nitrato d'argento della pellicola.